# Осада Таррагоны (1813)
Вторая осада Таррагоны — сражение Пиренейской войны, происходившее с 3 по 11 июня 1813 года, в ходе которого значительно превосходящие по численности силы англичан и их испанских союзников под общим командованием генерал-лейтенанта Джона Мюррея, не смогли отбить испанский порт Таррагона у небольшого франко-итальянского гарнизона во главе с бригадным генералом Бертолетти.

## Предыстория
В апреле англо-сицилийско-испанская армия Мюррея, базирующаяся в Аликанте, нанесла серьёзный удар по корпусу маршала Луи Габриэля Сюше в битве при Касталье. После этого сражения генерал Артур Уэлсли, маркиз Веллингтон, приказал Мюррею атаковать Таррагону, которая находится на восточном побережье Испании примерно в 98 километрах к юго-западу от Барселоны. Веллингтон планировал начать летом 1813 года наступление против французских армий короля Жозефа Бонапарта. Осадив Таррагону, Веллингтон хотел помешать Сюше послать подкрепление Жозефу.
2 июня эскадрилья контр-адмирала Бенджамина Хэллоуэлл-Карева высадила 16 тысяч солдат Мюррея на берегу в заливе Салоу, в десяти километрах к югу от Таррагоны. Вскоре они встретились с дивизией генерала Франсиско Копонса, состоявшей из 7 тысяч испанских солдат. 3 июня союзная армия осадила город.

## Силы сторон
Армия Мюррея состояла из одной испанской и двух британских пехотных дивизий, кавалерийских войск, двух британских и одной португальской батареи полевой артиллерии, а также нескольких отдельных подразделений. 1-я дивизия генерала Уильяма Клинтона состояла из 1 батальона 58-го пехотного полка и 2 батальонов 67-го пехотного полка, 4-го пехотного полка Королевского германского легиона и двух батальонов сицилийского полка Estero. 2-я дивизия генерала Джона Макензи состояла из 1 батальона 10-го пехотного полка, 1 батальона 27-го пехотного полка и 1 батальона 81-го пехотного полка, швейцарцев де Ролла и 2-го итальянского полка. Кавалерия включала в себя два эскадрона 20-го лёгкого драгунского полка и два эскадрона брауншвейгских гусаров. Калабрийский свободный корпус и 1-й итальянский полк не входили ни в одну из бригад. 18 тяжёлых осадных орудий Мюррея были те же самые, которые Веллингтон использовал для пролома стен во время осады Сьюдад-Родриго и осады Бадахоса в 1812 году. Начальником штаба Мюррея был Руфен Шоу Донкин.
Гарнизон Бертолетти включал в себя по одному батальону из французского 20-го линейного и 7-го итальянского пехотных полков, две роты артиллеристов и некоторое количество французских моряков. Оборонительные сооружения не были восстановлены с тех пор, как Сюше захватил город в ходе первой осаде Таррагоны в 1811 году. В любом случае, 1,6 тыс. человек было слишком мало, чтобы оборонять внешние стены, поэтому Бертолетти отвёл своих людей в старый город. Он оставил небольшие гарнизоны в двух укреплениях — бастионе Сан-Карлос и форте Роял.

## Осада
Копонс и его подразделение были отправлены на север, чтобы перекрыть дорогу из Барселоны. Британские войска заняли форт, расположенный южнее города, в Балагере. Вместо того, чтобы немедленно штурмовать слабые укрепления, Мюррей настоял на установке осадных батарей. К 7 июня форт Роял был практически полностью уничтожен огнём артиллерии. Тем не менее, Мюррей обстреливал его ещё два дня, прежде чем решился приступить к штурму.
Узнав, что англичане напали на Таррагону, Сюше выступил из Валенсии, являвшейся центром подчинённых ему регионов Испании с корпусом в 8 тысяч человек. Из Барселоны его бессменный помощник, дивизионный генерал Шарль Декан направил к Таррагоне пехотную дивизию генерала Мориса Матьё 6-ти тысячного состава. Сюше рассчитывал, что обе французские колонны встретятся в Реусе, в 15 километрах от Таррагоны.
Тем временем, Мюррей все больше беспокоился о том, что французы могут попытаться снять осаду. 11 июня он выехал на позиции испанского генерала Копонса и обнаружил, что колонна Матьё на подходе. Пообещав прислать Копонсу на помощь британские войска, он поспешил вернуться к своим осадным линиям. Узнав несколько позже о том, что Сюше и Матьё уже готовы атаковать его армию, Мюррей запаниковал. Он отказался от запланированного штурма и приказал отправить боеприпасы и осадное снаряжение обратно на корабли. Поздно вечером Мюррей приказал немедленно отвести тяжёлые орудия. Его главный артиллерист ответил, что для этого нужно минимум 30 часов.
В действительности вся эта паника была не слишком уместна. Сюше получил известие об испанской угрозе Валенсии и отступил. Матьё наткнулся на аванпосты Копонса, обнаружил, что имеет дело с объединённой армией в 23 тысячи человек и поэтому также отступил на север.
Тем временем Мюррей издал массу противоречивых приказов. Это только добавило путаницы и разозлило адмирала Хэллоуэлла. К ночи 12 июня все войска были погружены на корабли, оставив на берегу 18 осадных орудий и немалое число военных запасов. Копонсу Мюррей просто-напросто бросил на произвол судьбы, посоветовав испанцам отступать в горы. После этого английская эскадра снялась с якоря и покинула окрестности Таррагоны. Изумлённый командир французского гарнизона, генерал Бертолетти отправил Матьё донесение о том, что побережье чисто.
Вскоре Мюррей решил высадить свою армию в Балагере, и 15 июня высадка была произведена. Он убедил Копонса поддержать вторую высадку, что испанский генерал, верный своему союзническому долгу, добросовестно выполнил. На следующий день Матьё марш-броском переместил свои войска в Таррагону. Когда Мюррей услышал, что французские солдаты были уже рядом, он немедленно приказал, чтобы его армия была вновь погружена на корабли, что вызвало у адмирала Хэллоуэлла бурю негодования. Копонс со своей испанской дивизией был снова брошен в беде. 18 июня к месту событий прибыли главные силы Средиземноморского флота англичан. Лорд Кавендиш-Бентинк отстранил Мюррея от командования, но менять результаты экспедиции было уже поздно, и эскадра бесславно вернулась в Аликанте.

## Итог
Помимо 18 потерянных осадных орудий англо-союзные силы потеряли 15 убитых, 82 раненых и пять пропавших без вести. Французы потеряли 13 убитых и 85 раненых. Таррагонское фиаско не повлияло на кампанию Веллингтона 1813 года, которая завершилась 21 июня решительной победой англо-союзников над королём Жозефом в битве при Витории. Однако оно сильно повлияло на карьеру генерала Мюррея. В 1814 году он был судим военным судом за своё недостойное поведение при Таррагоне. Тем не менее, поскольку Пиренейская кампания в целом окончилась удачно, судьи были настроены благосклонно, поэтому Мюррей был оправдан по всем пунктам обвинения, кроме обвинения в том, что он бросил осадные орудия без уважительной причины. За это он получил предупреждение от суда.